# Arabian Prince
Kim Renard Nazel (Compton, 17 juni 1965), beter bekend als Arabian Prince, is een Amerikaans rapper en hiphopproducer, het best bekend als lid van de rapgroep N.W.A.

## Biografie
Arabian Prince was een van de oprichters van N.W.A in 1986, maar toen medelid Ice Cube terugkwam van de Phoenix Institute of Technology in 1988, verliet hij de groep vanwege meningsverschillen over royalty's en contracten. Eazy-E, Ice Cube en MC Ren bleven de belangrijkste artiesten, DJ Yella was de turntablist en Dr. Dre was de belangrijkste producent.
Na het verlaten van N.W.A begon Arabian Prince zijn solocarrière. Zijn eerste soloalbum Brother Arab werd uitgebracht in 1989. Het werd slecht verkocht.
Arabian Prince ging verder met zijn solocarrière en bracht zijn tweede album Where's My Bytches uit in 1993, en dat was zijn laatste album van de jaren 1990.
In 2007 begon hij weer met het uitbrengen van muziek met zijn Professor X project op het Nederlandse label Clone Records. In 2007 trad hij op als dj op de 2K Sports Holiday Bounce Tour met artiesten uit het label Stones Throw. In 2008 bracht Stones Throw een compilatie van zijn electro-rapmateriaal uit de jaren 1980. Een van zijn nummers werd opgenomen in het videospel College Hoops 2K8.
Eazy-E · Dr. Dre · Ice Cube · MC Ren · DJ Yella · Arabian Prince
- International Standard Name Identifier: 0000 0000 4593 5791
- Library of Congress Control Number: no98037203
- MusicBrainz: 40cf4a0a-e38c-4dbd-b2ed-1948e7bfb16e
- Virtual International Authority File: 26679074
- WorldCat: E39PBJv4kfJPqMhQXMjfpGGbVC